# Zillertaler Hauptkamm

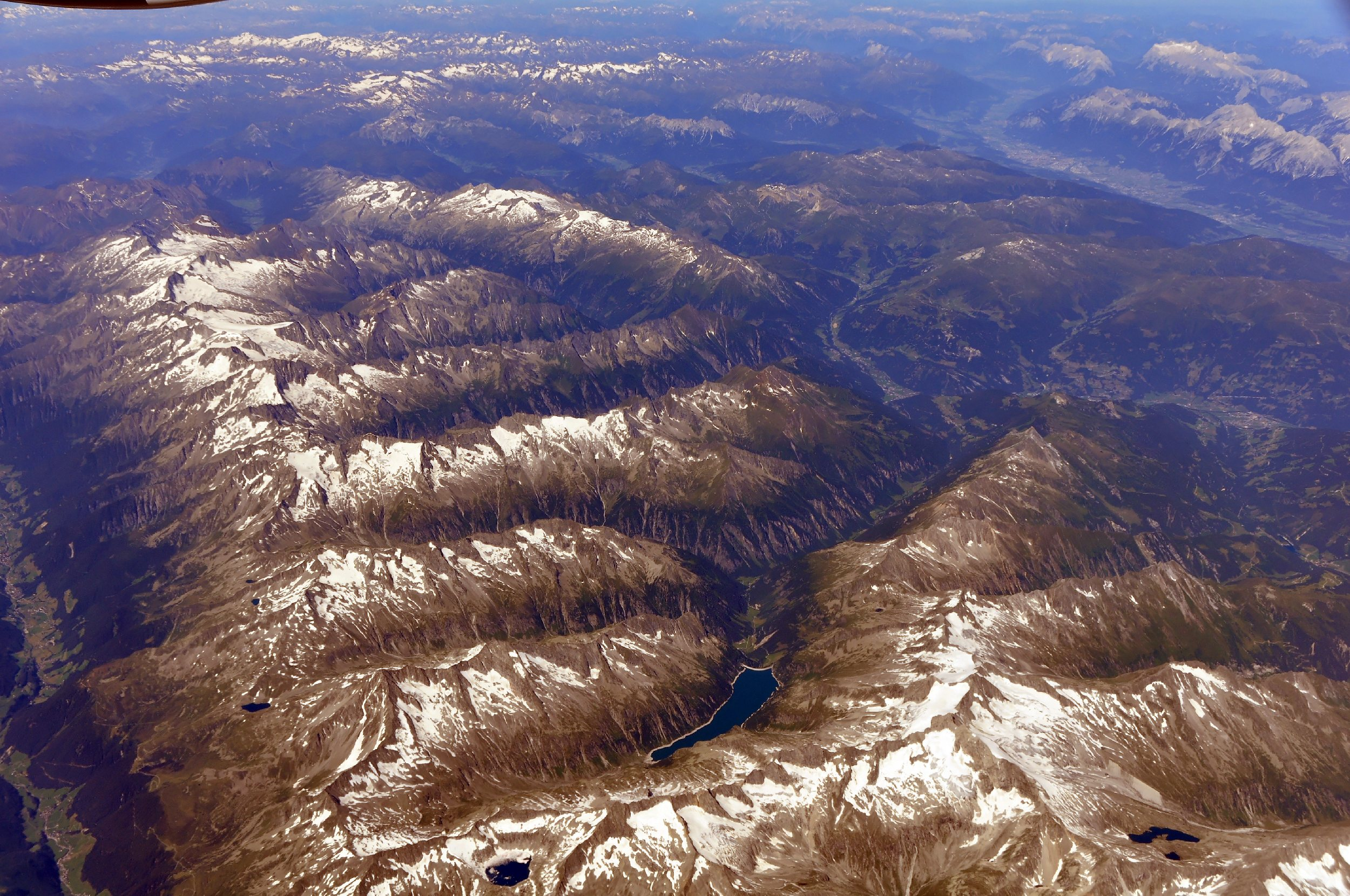
Der Zillertaler Hauptkamm aus der Luft, links begrenzt vom Ahrntal

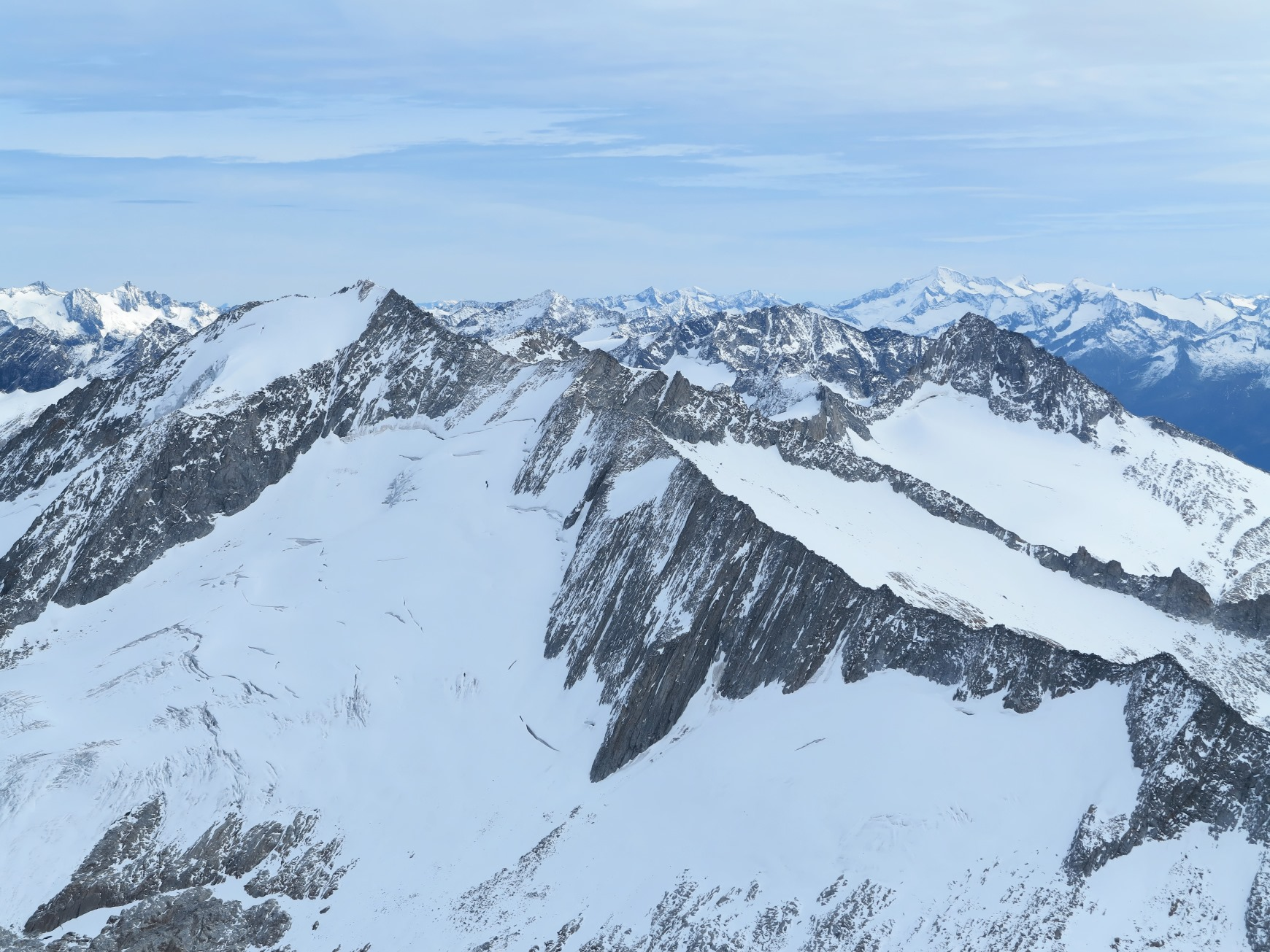
Blick vom Hochfeiler zum Großen Möseler (halblinks) und Turnerkamp (halbrechts)

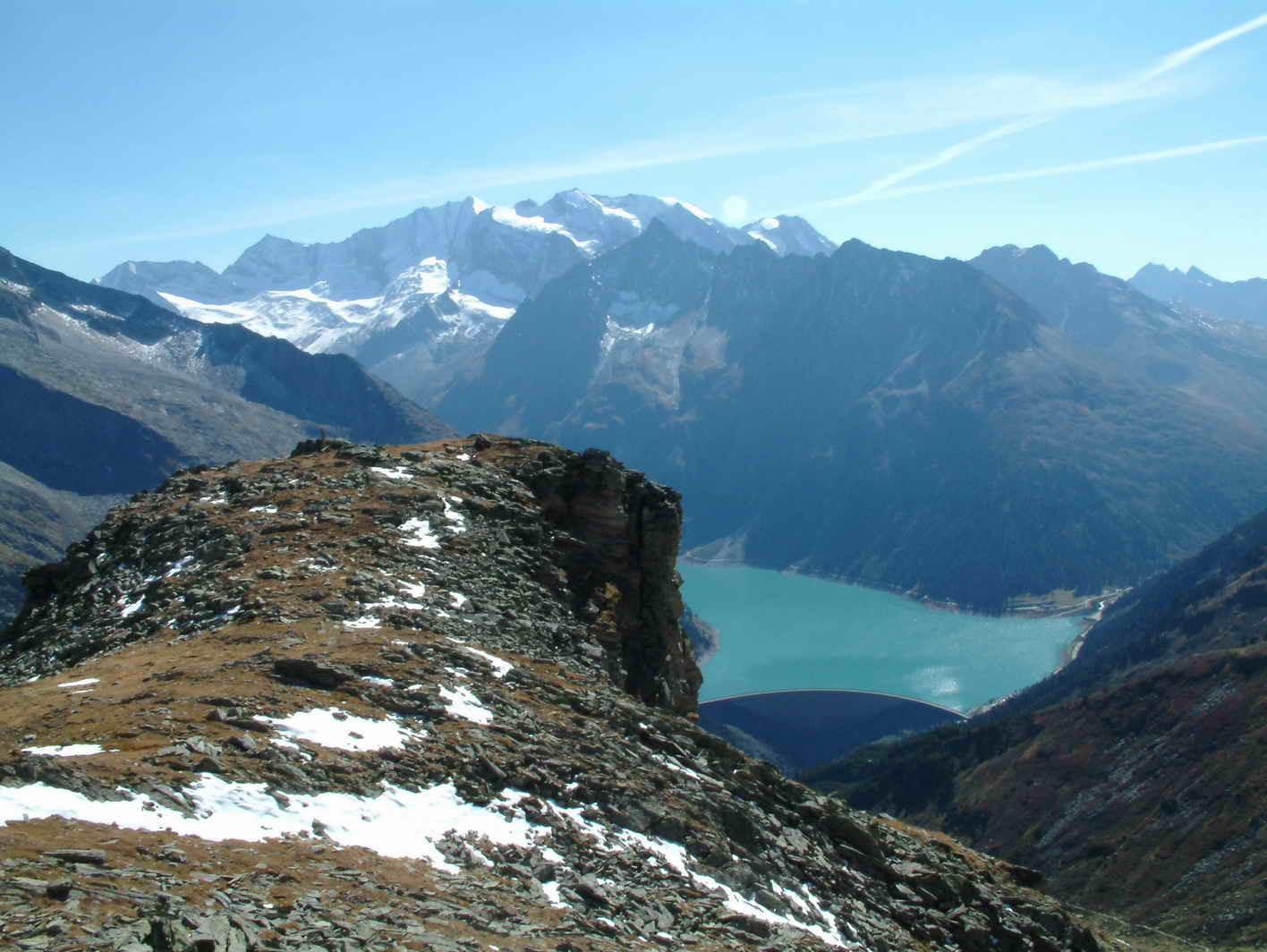
Blick von Norden über den Schlegeisspeicher zum Zillertaler Hauptkamm um den Hochfeiler

Der Zillertaler Hauptkamm ist der zentrale Gebirgskamm der Zillertaler Alpen in Tirol und Salzburg, der in etwa in Ost-West-Richtung verläuft. Er ist Teil des Alpenhauptkamms und bildet die Wasserscheide zwischen der Donau (zum Schwarzen Meer) und der Etsch (zur Adria). Seit dem Inkrafttreten des Vertrags von Saint-Germain 1920 verläuft über ihn die Staatsgrenze zwischen Österreich (Bundesländer Salzburg und Tirol) und Italien (Provinz Südtirol). 

## Geographie
Der Zillertaler Hauptkamm erstreckt sich über rund 50 km von der Birnlücke im Osten bis zur Hohen Wand im Westen, wo er auf den von Nordosten zwischen Zemmtal und Tuxer Tal her ziehenden Tuxer Kamm trifft. Gelegentlich wird auch noch die Fortsetzung des Alpenhauptkamms bis zum Brenner oder südlich des Pfitscher Tals bis zum Trenser Joch ebenfalls zum Zillertaler Hauptkamm gezählt. In älterer Literatur wird dafür der östlichste Teil des Hauptkamms vom Heilig-Geist-Jöchl zur Birnlücke mitunter der Reichenspitzgruppe zugerechnet.
Die höchsten Gipfel im Zillertaler Hauptkamm sind:
- Hochfeiler (3509 m ü. A.), gleichzeitig der höchste Gipfel der Zillertaler Alpen,
- Großer Möseler (3480 m ü. A.),
- Hochfernerspitze (3463 m s.l.m.),
- Turnerkamp (3420 m ü. A.),
- Großer Löffler (3379 m ü. A.).

Der niedrigste und bedeutendste Übergang ist das Pfitscher Joch (2246 m ü. A.), das vom Zamser Grund ins Pfitscher Tal führt. Weitere unvergletscherte Übergänge sind das Hörndljoch (2553 m ü. A.), das Hundskehljoch (2557 m ü. A.), das Heilig-Geist-Jöchl (2658 m ü. A.), der Krimmler Tauern (2633 m ü. A.) und die Birnlücke (2665 m ü. A.). Insbesondere die Nordseite des Kamms ist stark vergletschert, zu den größten Gletschern gehören das Schlegeiskees, das Schwarzensteinkees, das Waxeggkees und das Floitenkees. Die Gletscher auf der Südseite sind deutlich kleiner und liegen höher.
Vor allem Richtung Norden zweigt eine ganze Reihe längerer Seitenkämme ab, die die „inneren Gründe“, die Quelltäler des Zillertals, voneinander trennen. Von West nach Ost lösen sich 
- der Hochstellerkamm am Hochsteller,
- der Greinerkamm am Möseler,
- der Mörchnerkamm am Schwarzenstein,
- der Floitenkamm am Löffler,
- der Ahornkamm an der Wollbachspitze,
- der Riblerkamm an der Napfspitze,
- der Magnerkamm am Rauhkofel.

Richtung Süden zweigt allein am Turnerkamp mit dem Mühlwalder Kamm ein längerer Seitenkamm ab, ins obere Ahrntal hingegen fällt der Hauptkamm relativ ungegliedert ab. 
Zudem schließen am Hauptkamm noch zwei größere, selbst aus mehreren Kämmen bestehende Untergruppen der Zillertaler Alpen an: Im Nordosten löst sich am Dreiecker die nordwärts streichende Reichenspitzgruppe, im Südwesten nehmen am Hohen Weißzint die sich südwärts verzweigenden Pfunderer Berge ihren Anfang.

## Geologie
Der Zillertaler Hauptkamm liegt hauptsächlich im Tauernfenster der Zentralgneiszone mit hartem Gestein. Zwischen Pfitscher Joch und Großem Möseler schiebt sich die umgebende Schieferhülle Richtung Osten bis zum Floitengrund vor. Wie im gesamten Bereich des Tauernfensters finden sich im Zillertaler Hauptkamm zahlreiche, sonst teilweise seltene Minerale wie Hämatit, Bergkristall, Rauchquarz, Turmalin, Zepter-Amethyst oder Granat.

## Erschließung
Die Erschließung des Zillertaler Hauptkamms begann vornehmlich von Süden, wo der Zugang aus dem Ahrntal leichter als aus dem Zillertal war. Viele der Erstbesteigungen erfolgten von Süden her. 1873 wurde die Sektion Sand in Taufers des Deutschen und Österreichischen Alpenvereins gegründet, die 1876 die erste Schutzhütte am Zillertaler Hauptkamm, die heute verfallene Sonklarhütte am Speikboden, errichtete. Ihr folgten innerhalb weniger Jahre gleich drei weitere Hütten.

## Naturschutz
Der gesamte Nordtiroler Anteil des Hauptkamms steht unter Schutz, seit 1991 als Ruhegebiet Zillertaler Hauptkamm, seit 2001 als Naturpark Zillertaler Alpen. Der Naturpark umfasst eine Fläche von 372 km² und liegt in einer Seehöhe von 1010 bis 3509 m. Auf Südtiroler Seite ist der Hauptkamm im Bereich des obersten Ahrntals Teil des Naturparks Rieserferner-Ahrn.